# کارابونار
کارابونار (به لاتین: Karabunar) یک منطقهٔ مسکونی در بلغارستان است که در Septemvri Municipality واقع شده‌است. کارابونار ۱٬۳۲۵ نفر جمعیت دارد و ۵۶۰ متر بالاتر از سطح دریا واقع شده‌است.